# 桂南なん
桂 南なん（かつら なんなん、1957年7月30日 - ）は、落語家。落語芸術協会所属の真打。本名∶柳沢 洋市。出囃子は『あほだら経』。

## 経歴
長野県で出生し千葉県で育つ。
1977年、二代目桂小南に入門する。初高座は浅草演芸ホール。
1981年10月、二ツ目昇進。
1991年5月、三遊亭右京と共に真打に昇進。
2019年9月、弟弟子の三代目山遊亭金太郎が死去したため、金太郎の弟子だった山遊亭くま八を弟子に迎える。

## 芸歴
- 1977年∶二代目桂小南に入門[1]。
- 1981年10月∶二ツ目昇進[1]。
- 1991年5月∶真打昇進[1]。

## 人物
趣味は、映画鑑賞、散歩など。

## 弟子

### 真打
- 四代目山遊亭金太郎 - 師匠三代目山遊亭金太郎死去に伴い移籍